# Jean Baptiste Henri Lacordaire

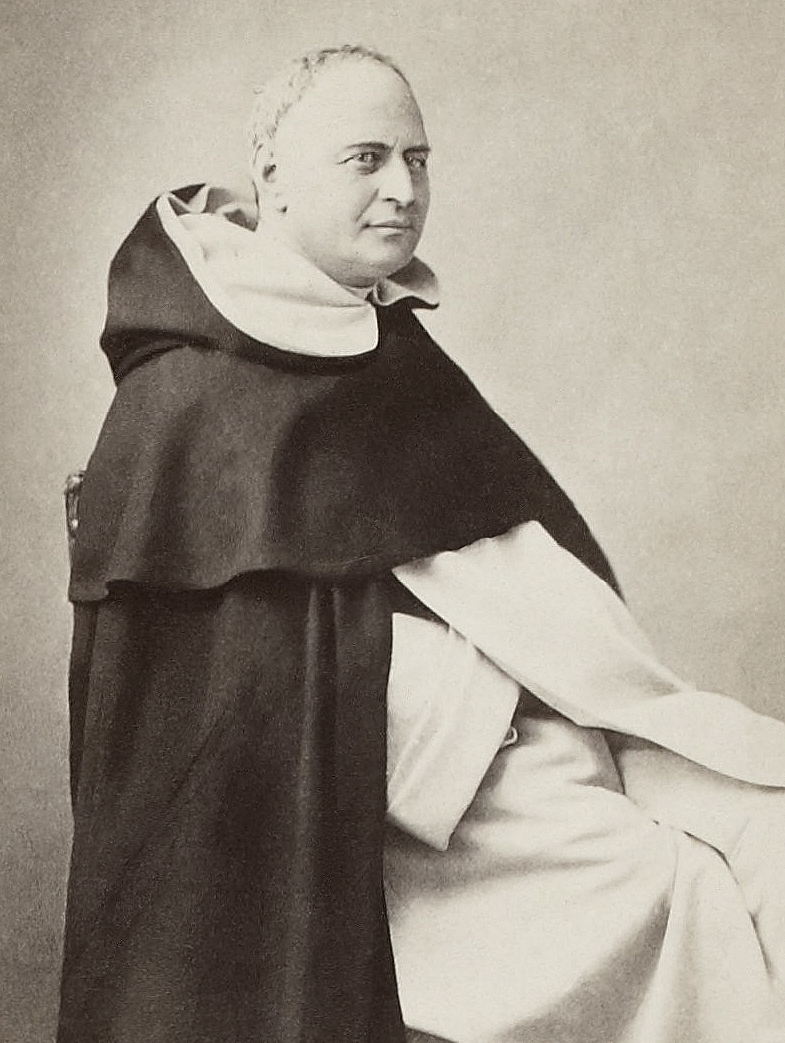
Lacordaire, um 1855

Jean Baptiste Henri Lacordaire (Ordensname Dominique) (* 12. Mai 1802 in Recey-sur-Ource, Département Côte-d’Or; † 21. November 1861 in Sorèze) war französischer Dominikaner, Prediger und Theologe.

## Leben
Henri Lacordaire war der Sohn eines Arztes und ein Bruder von Jean Théodore Lacordaire. Er studierte zunächst Jurisprudenz in Dijon und wurde, noch als 19-Jähriger, in den Stand der Advokaten aufgenommen. Doch dann, 1824, entschloss er sich, in das Priesterseminar Saint-Sulpice einzutreten. Er empfing im Jahr 1827 die Priesterweihe und war danach Hausgeistlicher im Kloster der Schwestern von der Heimsuchung Mariens in Paris, außerdem Religionslehrer am dortigen Lycée Henri IV. 1830 begründete er mit Félicité de Lamennais die kurzlebige Tageszeitung L’Avenir. Gleichzeitig eröffnete er mit Charles de Montalembert eine freie Schule, ohne sich den Gesetzen der Universität unterwerfen zu wollen. Als der Papst Gregor XVI. im Jahr 1832 mit der Enzyklika Mirari vos – ohne Namensnennung – die in L’Avenir dargelegten Überzeugungen verdammte, unterwarf sich Lacordaire in Rom dem Papst. Im Folgejahr kehrte er nach Paris zurück. In seiner 1834 in Paris veröffentlichten Schrift Considérations philosophiques sur le système de Lamennais (Philosophische Betrachtungen über Lamennais’ System) rückte Lacordaire von Lamennais ab, der für ihn ein Lehrer und Freund gewesen war. In seinem Brief über den Heiligen Stuhl (französisch: Lettre sur le Saint-Siége), den er 1836 verfasst hatte und 1838 in Paris veröffentlichte, widerrief er förmlich seine in L’Avenir geäußerten Grundsätze, soweit die im Widerspruch zu den Enzykliken Mirari vos und Singulari nos standen. 
Seit 1835 hielt er auf Veranlassung von Frédéric Ozanam und Erzbischof Hyacinthe-Louis de Quélen die Fastenpredigten in Notre-Dame de Paris. Dabei fesselte er seine Zuhörer durch seine Rednergabe sowie dadurch, dass er die gesellschaftlichen und politischen Fragen und Themen der Zeit, wie etwa Demokratie, Liberalismus und die Soziale Frage, ansprach.
1838 entschloss sich Henri Lacordaire während einer Romreise, dem Dominikanerorden beizutreten, um dazu beizutragen, diesen in Frankreich wiederzubegründen, fast ein halbes Jahrhundert nachdem er während der Französischen Revolution verboten worden war. In einer glänzend geschriebenen Anzeige in der Pariser Tageszeitung L’Univers berief sich Lacordaire auf die Religionsfreiheit und die Vereinigungsfreiheit und warb unter der Überschrift Denkschrift für die Wiederherstellung des Dominikanerordens in Frankreich (französisch: Memoire pour le rétablissement en France des Frères Prêcheurs) für dieses Anliegen. Angelo Ancarani, der Ordensmeister der Dominikaner, ermöglichte es Lacordaire, im Kloster Santa Sabina in Rom ein Noviziat für die französische Dominikaner einzurichten. Er selbst absolvierte sein Noviziat in La Quercia bei Viterbo und verfasste in dieser Zeit seine vielgelesene Biographie des Ordensgründers (Vie de saint Dominique), die in zahlreichen Auflagen erschien und in mehrere Sprachen übersetzt wurde. 1840 legte er die Ordensgelübde ab.
Denis Auguste Affre, der neue Erzbischof von Paris, ersuchte Lacordaire, nach Paris zurückzukehren und seinen Dienst als Prediger wiederaufzunehmen. Im Februar 1841 erschien er im Habit des Dominikaners wieder auf der Kanzel von Notre Dame, während der Februarrevolution 1848 sogar als Volksvertreter in der Nationalversammlung, legte aber schon im Mai sein Mandat wieder nieder. 1850 wurde er zum Provinzial der damals geschaffenen französischen Ordensprovinz ernannt. Seit 1853 beschränkte er sich auf die Leitung seiner Schule in der Abtei Sorèze. Der Wiederaufbau des Klosters Prouille ist maßgeblich seiner Initiative zu verdanken.
Im Jahr 1860 wurde er in die Académie française aufgenommen.

## Werke und Briefwechsel
- Œuvres complètes (darunter auch seine Predigten) (Paris 1873 in 9 Bände)
- Kanzelvorträge in der Notre Dame-Kirche auch in deutscher Übersetzung (Tübingen 1846–52, 4 Bände)
- Testament du Père Lacordaire (1870; deutsch, Freiburg 1872). Herausgegeben von Graf Montalembert enthält dieses Werk seine Selbstbiographie
- Correspondance inédite à sa famille, etc. (2. Auflage 1876)
- Lettre à Théophile Foisset (1886, 2 Bände)
- Correspondance, Tome I: 1816-1839 Fribourg/Paris: 2001, ISBN 2-8271-0835-6 bzw. ISBN 2-204-06926-4

## Zitate
- Entre le fort et le faible, entre le riche et le pauvre, entre le maître et le serviteur, c’est la liberté qui opprime et la loi qui affranchit.

„Zwischen dem Starken und dem Schwachen, zwischen dem Reichen und dem Armen, zwischen dem Herrn und dem Diener ist es die Freiheit, die unterdrückt, und das Gesetz, das befreit.“
- Ce n'est pas génie, ni gloire, ni amour qui reflète la grandeur de l'âme humaine; c'est bonté.

„Es ist weder Geistesgröße, noch Ruhm, noch Liebe, die die Großartigkeit unserer Menschenseele widerspiegelt, sondern Güte.“
- La liberté n’est possible que dans un pays où le droit l’emporte sur les passions.

„Freiheit ist nur in einem Land möglich, in dem das Recht über die Leidenschaften siegt.“
- Il y a trois actes de gouvernement : éclairer, soutenir, combattre. Éclairer les aveugles, soutenir les faibles, combattre les ennemis.

„Die drei Aufgaben der Regierung sind: Aufklärung, Unterstützung, Bekämpfung. Aufklärung der Blinden, Unterstützung der Schwachen und Bekämpfung der Feinde.“
- Les mots de la liberté sont grands chez un peuple qui n’en connaît pas la mesure.

„Die Wörter der Freiheit sind zahlreich in jenen Völkern, die deren Ausmaß nicht erkennen.“
- Quelle pitié que les politiques qui se croient assez forts pour gouverner le monde avec des écus de cinq francs et des gendarmes !

„Wie erbärmlich sind die Politiker, die sich für stark genug halten, um die Welt mittels 5-Franc-Stücken und Polizisten regieren zu können.“